# Pomahaka River
Der Pomahaka River ist ein Fluss in der Region Otago auf der Südinsel von Neuseeland.

## Geographie
Der Pomahaka River entspringt wenige Meter südlich einer Linkskurve der Waikaia Bush Road auf einer Höhe von 1410 m und rund 10 km westlich des kleinen Ortes Lake Roxburgh, der sich am Staudamm des Lake Roxburgh befindet. Von dort aus fließt der noch junge Fluss rund 2 km in westliche Richtung, um dann in verschiedenen großen und kleinen Bögen eine bevorzugte südliche Richtung anzustreben. Nach rund 12 Flusskilometer teilt der linksseitig hinzukommende Little Pomahaka River seine Wässer mit dem Pomahaka River. Nachdem der Pomahaka River den Dusky Forest an seiner westlichen Seite passiert hat, nimmt der Fluss eine Richtungsänderung nach Südosten in Richtung Tapanui vor, fließt aber westlich in einem Abstand von rund 2 km an dem Ort in Richtung Süden vorbei. Südlich des West Tapanui Forest dreht der Fluss dann in Richtung Osten ab und mündet nach einigen kleineren und größeren Bögen rund 16 km nordwestlich von Balclutha als rechtsseitiger Nebenfluss in den Clutha River/Mata-Au.
Der Pomahaka River besitzt eine Länge von rund 98 km und entwässert eine Fläche von 2060 km².
Auf seinem Weg bildet der Fluss für eine kurze Strecke die Grenze zwischen den Regionen Otago und Southland.

## Hochwasser
Ein großes Hochwasser des Pomahaka River im Jahre 1978 verursachte Schäden, die zur Schließung der Eisenbahnstrecke der Tapanui-Nebenbahn führten. Ein weiteres schweres Hochwasser führte 1980 zur Umsiedlung des Ortes Kelso.